# Ethnikos Achnas
Ethnikos Achnas (řecky Αθλητικός Σύλλογος Εθνικός Άχνας; Athlitikos Syllogos Ethnikos Achnas – Atletický klub Ethnikos Achnas) je kyperský fotbalový klub z obce Achna, který byl založen v roce 1968. Domácím hřištěm je stadion Dasaki Achnas s kapacitou cca 5 400 míst.
Klubové barvy jsou modrá a bílá.
Klub hraje v sezóně 2015/16 první kyperskou ligu A' katigoría.

## Logo
Kruhovému klubovému logu dominuje mapa Řecka a Kypru. V emblému byl dříve i letopočet založení 1968.

## Úspěchy
- 1× vítěz Poháru Intertoto (2006)[3]